# Charlie Twissell
Charles Herbert Twissell, più conosciuto con il diminutivo Charlie Twissell (Singapore, 16 dicembre 1932 – 18 gennaio 2023) è stato un calciatore inglese, di ruolo attaccante.

## Caratteristiche tecniche
Era un'ala sinistra.

## Carriera

### Club
Tra il 1955 ed il 1958 ha totalizzato complessivamente 41 presenze e 9 reti nella seconda divisione inglese con il Plymouth; dal 1958 al 1961 ha invece giocato in quarta divisione con lo York City, con cui ha totalizzato complessivamente 53 presenze ed 8 reti in partite di campionato. In seguito ha giocato anche con i semiprofessionisti del Guiseley.
In carriera ha totalizzato complessivamente 94 presenze e 17 reti nei campionati della Football League.

### Nazionale
Ha partecipato ai Giochi Olimpici del 1956, nei quali ha segnato 2 reti in altrettante presenze: in particolare ha segnato una doppietta il 26 novembre 1956 nella vittoria per 9-0 contro la Thailandia ed è poi sceso in campo, questa volta senza segnare, anche nella partita del successivo 30 novembre persa per 6-1 contro la Bulgaria e valevole per i quarti di finale.